# Grafmonument van Jacob van Lennep
Het grafmonument van Jacob van Lennep op de oude begraafplaats in de Nederlandse plaats Oosterbeek is een 19e-eeuws grafmonument dat wordt beschermd als rijksmonument.

## Achtergrond
Mr. Jacob van Lennep (Amsterdam, 1802 – Oosterbeek, 1868) was schrijver, taalkundige en politicus in Amsterdam. Tijdens een vakantie met zijn vrouw in Oosterbeek werd hij ziek en overleed een aantal weken later in pension Schoonoord. Bij de begrafenis was een select gezelschap aanwezig, onder wie de dichter Jan van 's Gravenweert, die bevriend was met Van Lennep.
Nog in Van Lenneps overlijdensjaar kwam zowel vanuit zijn vriendenkring als vanuit het Nederlands Taal- en Letterkundig Congres het initiatief om een monument op zijn graf te laten oprichten. Er werd een commissie gevormd dat zich daarvoor inzette, onder voorzitterschap van jhr. J.P. Six, met Charles Rochussen als vice-voorzitter. Via allerlei wegen kwamen bijdragen binnen, onder meer van koning Willem III en van de uitgevers van het werk van Van Lennep. Beeldhouwer Jean Theodore Stracké kreeg de opdracht een ontwerp voor een monument te maken. Hij ontwierp een marmeren stele, waarin hij een buste van Van Lennep verwerkte. Het monument werd in september 1869 bij het graf geplaatst. Van het ontvangen geld bleef 300 gulden over, dat door de erfgenamen van Van Lennep aan de armen van Oosterbeek werd geschonken. Het grafmonument is in 2006-2007 gerestaureerd en is voorzien van een omhulsel.
Twee jaar na Van Lenneps overlijden werd naast zijn graf het grafmonument van Jan van 's Gravenweert opgericht.

## Beschrijving
Het monument bestaat uit een stele die achter een liggende grafplaat is opgesteld. De stele is van beneden naar boven is opgebouwd uit een geprofileerde sokkel, een blokvormig romp en een halfrond bekronend blok. In het halfronde blok is in een nis een buste van Van Lennep geplaatst, met daaronder een stervende zwaan met gespreide vleugels, beide uitgevoerd in wit marmer. Op de romp worden aan de voor- en achterzijde de naam en geboorte- en overlijdensdatum van de overledene vermeld. Op de zijkanten is in reliëf grafsymboliek geplaatst en attributen die verwijzen naar de vrijmetselarij, de kunst en de letteren.
Het graf wordt omgeven door een rechthoekig ijzeren spijlenhek, met draaihekje. Binnen het hekwerk staat een monumentale treurbeuk. 

## Waardering
Het grafmonument werd in 2001 in het Monumentenregister opgenomen, het is onder meer "Van architectuur- en kunsthistorische waarde als voorbeeld van een waardig doch bescheiden grafmonument voor een lid van de aristocratie in de tweede helft van de negentiende eeuw. Het grafmonument is van belang voor de ontwikkeling van de beeldhouwkunst in Nederland in de negentiende eeuw. Deze kreeg in de tweede helft van de negentiende eeuw een nieuwe impuls door de komst van meerdere Vlaamse en Duitse beeldhouwers naar Nederland i.c. de familie Stracké. Het grafmonument is van belang voor het oeuvre van JOHAN THEODOR STRACKÉ. Uit de jaren voor 1875 worden weinig van beeldhouwwerk voorziene grafmonumenten aangetroffen, als zodanig bezit het grafmonumenten van Jacob van Lennep een zekere zeldzaamheidswaarde." Het is bovendien "Van cultuurhistorische waarde als herinnering aan de staatsman, schrijver en dichter Jacob van Lennep. Tevens van belang als uitdrukking van de funeraire cultuur in de tweede helft van de negentiende eeuw."